# 1910 w literaturze
Wydarzenia literackie w 1910 roku.

## Nowe książki (proza beletrystyczna i literatura faktu)
- polskie
  - Wacław Gąsiorowski – Szwoleżerowie gwardii
  - Roman Jaworski – Historie maniaków
  - Tadeusz Miciński – Nietota
  - Eliza Orzeszkowa – Gloria victis
  - Henryk Sienkiewicz – Wiry
- zagraniczne
  - Iwan Bunin – Wieś (Деревня)
  - Sidonie-Gabrielle Colette – La Vagabonde
  - Edward Morgan Forster – Howards End
  - Martin Andersen Nexø – Pelle Zwycięzca (Pelle Erobreren)
  - Rainer Maria Rilke – Pamiętniki Malte-Lauridsa Brigge (Die Aufzeichnungen des Malte Laurids Brigge)
  - Herbert George Wells – Historia pana Polly (The History of Mr. Polly)
- wydania polskie tytułów zagranicznych
  - Karl May
    - Old Surehand
    - Winnetou

## Wywiady
- polskie
- zagraniczne
- wydania polskie tytułów zagranicznych

## Dzienniki, autobiografie, pamiętniki
- polskie
- zagraniczne
- wydania polskie tytułów zagranicznych

## Nowe eseje, szkice i felietony
- polskie
- zagraniczne
- wydania polskie tytułów zagranicznych

## Nowe dramaty
- polskie
  - Stefan Żeromski - Sułkowski (dramat)
- zagraniczne
  - Maksim Gorki - Wassa Żeleznowa (Васса Железнова)
- wydania polskie tytułów zagranicznych

## Nowe poezje
- polskie
  - Stanisław Korab-Brzozowski - Nim serce ucichło (pośm.)
  - Maria Konopnicka – Pan Balcer w Brazylii
  - Leopold Staff - Uśmiechy godzin
- zagraniczne
  - Marina Cwietajewa - Album wieczorny (Вечерний альбом)
- zagraniczne antologie
- wydane w Polsce wybory utworów poetów obcych
- wydane w Polsce antologie poezji obcej

## Nowe prace naukowe, biografie i kalendaria
- polskie
  - Stanisław Brzozowski
    - Idee. Wstęp do filozofii dojrzałości dziejowej
    - Legenda Młodej Polski. Studia o strukturze duszy kulturalnej
- zagraniczne
  - John Dewey – Jak myślimy (How We Think)

## Urodzili się
- 28 stycznia – Maria Kozaczkowa, polska poetka (zm. 1982)
- 3 marca – Stefan Otwinowski, polski prozaik, dramatopisarz i publicysta (zm. 1976)
- 13 marca – Kemal Tahir, turecki pisarz i dziennikarz (zm. 1973)
- 21 marca – Maria Pruszkowska, polska pisarka (ur. 1973)
- 22 marca – Nicholas Monsarrat, brytyjski pisarz (zm. 1979)
- 2 kwietnia – Carlo Carretto, włoski pisarz katolicki, etyk (zm. 1988)
- 20 kwietnia – Jan Dobraczyński, polski pisarz (zm. 1994)
- 26 kwietnia – Meša Selimović, bośniacki pisarz (zm. 1982)
- 23 maja – Artie Shaw, amerykański pisarz i muzyk (zm. 2004)
- 28 maja – Marian Ruth Buczkowski, polski pisarz, tłumacz i publicysta (zm. 1989)
- 7 czerwca – Monika Mann, niemiecka pisarka i felietonistka (zm. 1992)
- 8 czerwca – John W. Campbell, amerykański wydawca i pisarz science fiction (zm. 1971)
- 13 czerwca – Gonzalo Torrente Ballester, hiszpański pisarz (zm. 1999)
- 20 czerwca – Josephine Johnson, amerykańska pisarka i poetka (zm. 1990)
- 23 czerwca – Jean Anouilh, francuski dramatopisarz (zm. 1987)
- 26 czerwca – Zygmunt Fijas, polski poeta, prozaik, satyryk (zm. 1985)
- 25 lipca – Jan Karol Wende, polski pisarz, publicysta i krytyk literacki (zm. 1986)
- 27 lipca
  - Julien Gracq, francuski pisarz (zm. 2007)
  - Rejzl Żychlińska, polska poetka żydowskiego pochodzenia (zm. 2001)
- 5 sierpnia – Jacquetta Hawkes, brytyjska archeolog i pisarka (zm. 1996)
- 9 sierpnia – Robert van Gulik, holenderski pisarz i dyplomata (zm. 1967)
- 14 sierpnia – Natan Alterman, izraelski poeta, dziennikarz i pisarz (zm. 1970)
- 17 sierpnia – Jadwiga Żylińska, polska pisarka, prozaiczka, eseistka (zm. 2009)
- 25 sierpnia – Dorothea Tanning, amerykańska poetka (zm. 2012)
- 17 września – František Hrubín, czeski pisarz, poeta i tłumacz (zm. 1971)
- 18 września – Bernard Kangro, estoński pisarz (zm. 1994)
- 22 września – György Faludy, węgierski poeta, prozaik i tłumacz (zm. 2006)
- 4 października
  - Adolf Branald, czeski pisarz (zm. 2008)
  - Guðmundur Daníelsson, islandzki pisarz i poeta (zm. 1990)
  - Cahit Sıtkı Tarancı, turecki poeta i dramatopisarz (zm. 1956)
- 7 października – Juliusz Żuławski, polski poeta, prozaik, tłumacz poezji anglojęzycznej (zm. 1999)
- 13 października – Ernest K. Gann, amerykański lotnik i pisarz (zm. 1991)
- 30 października – Miguel Hernández, hiszpański poeta i dramaturg (zm. 1942)
- 14 listopada
  - Eric Malpass, angielski pisarz (zm. 1996)
  - Jerzy Putrament, polski pisarz, poeta i publicysta (zm. 1986)
- 8 grudnia – Heinrich Alexander Stoll, wschodnioniemiecki pisarz (zm. 1977)
- 16 grudnia – Ai Qing, chiński poeta (zm. 1996)
- 19 grudnia
  - Jean Genet, francuski pisarz i dramaturg (zm. 1986)
  - José Lezama Lima, kubański poeta, prozaik i eseista (zm. 1976)
- 24 grudnia – Fritz Leiber, amerykański pisarz fantasy i science fiction (zm. 1992)
- 27 grudnia – Charles Olson, amerykański poeta i krytyk literacki (zm. 1970)
- 30 grudnia – Paul Bowles, amerykański poeta, prozaik i tłumacz (zm. 1999)

## Zmarli
- 1 lutego – Otto Julius Bierbaum, niemiecki prozaik, poeta i dziennikarz (ur. 1865)
- 21 kwietnia – Mark Twain, amerykański pisarz, satyryk i humorysta (ur. 1835)
- 26 kwietnia – Bjørnstjerne Bjørnson, norweski pisarz, dramaturg, poeta i publicysta (ur. 1832)
- 28 kwietnia – Edward Alexander, amerykański pisarz i oficer (ur. 1835)
- 30 kwietnia – Jean Moréas, grecki poeta piszący po francusku (ur. 1856)
- 18 maja – Eliza Orzeszkowa, polska pisarka (ur. 1841)
- 22 maja – Jules Renard, francuski pisarz (ur. 1864)
- 28 maja – Kálmán Mikszáth, węgierski pisarz i polityk (ur. 1847)
- 5 czerwca – O. Henry, amerykański pisarz (ur. 1862)
- 20 sierpnia – August Robert Wolff, polski księgarz i wydawca (ur. 1833)
- 11 września – Mieczysław Srokowski, polski prozaik i poeta (ur. 1873)
- 8 października – Maria Konopnicka, polska poetka i nowelistka (ur. 1842)
- 11 października – Felicjan Faleński, polski poeta, dramatopisarz, prozaik, tłumacz (ur. 1825)
- 17 października
  - Julia Ward Howe, amerykańska poetka (ur. 1819)
  - Kurd Lasswitz, niemiecki pisarz, prekursor niemieckiej fantastyki naukowej (ur. 1848)
- 7 listopada – Florencio Sánchez, urugwajski dramatopisarz i dziennikarz (ur. 1875)
- 15 listopada ― Wilhelm Raabe, niemiecki pisarz (ur. 1831)
- 20 listopada – Lew Tołstoj, rosyjski prozaik i myśliciel (ur. 1828)

## Nagrody
- Nagroda Nobla – Paul Heyse
- Nagroda Goncourtów – Louis Pergaud, De Goupil à Margot